# Danube (metropolitana di Parigi)
Danube è una stazione della linea 7 bis della metropolitana di Parigi.

## Storia
La stazione venne aperta il 18 gennaio 1911 come parte del ramo da Louis Blanc a Pré-Saint-Gervais della linea 7 della metropolitana di Parigi.
A causa dell'instabilità del terreno su cui è costruita, posizionato sopra una vecchia cava di gesso per esportazione statunitense, la stazione venne rafforzata e si decise di costruirla in due canne parallele separate collegate da una banchina mediana. La struttura presenta la particolarità di essere costruita su fondamenta a pilastri che scendono a più di 30 metri per poggiarsi su uno strato solido. Il 3 dicembre 1967 il ramo di stazioni fu separato dalla linea 7 a causa dello scarso utilizzo, diventando la linea 7 bis.
Durante la fase di pianificazione, si suppose che il capolinea dovesse essere proprio Danube, ma fu dapprima mosso a Place des Fêtes e poi spostato definitivamente, tramite la creazione di un loop a senso unico, presso la stazione Pré-Saint-Gervais.
Come parte dell'iniziativa Un métro + beau della RATP, la stazione fu rinnovata e riaperta il 18 dicembre 2007.
Nel 2020, la stazione fu utilizzata da più di 260.000 utenti, rendendola la duecentonovantasettesima stazione più affollata dell'intera rete.

## Interscambi
- Bus RATP 75

## Galleria d'immagini

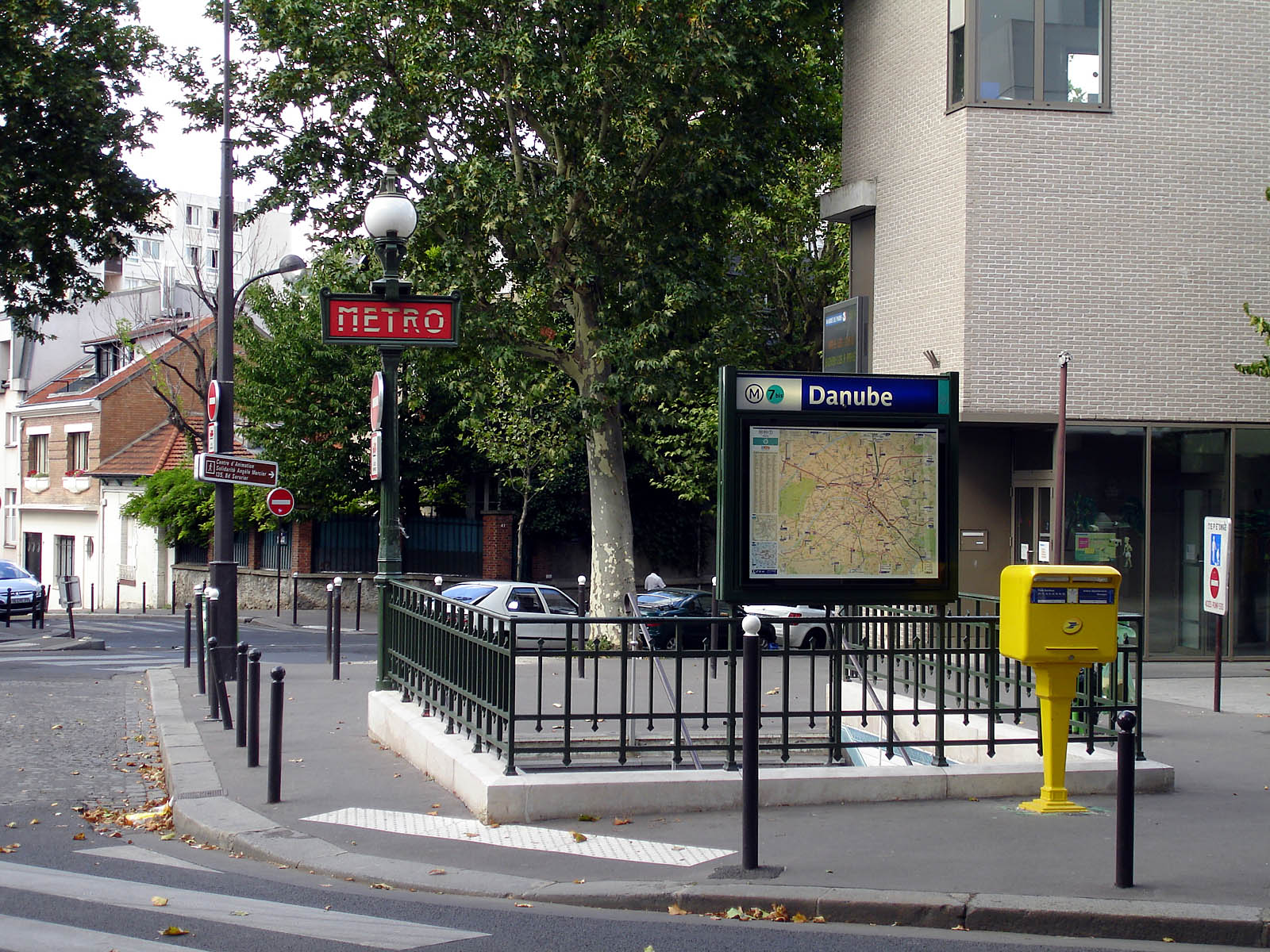
L'ingresso
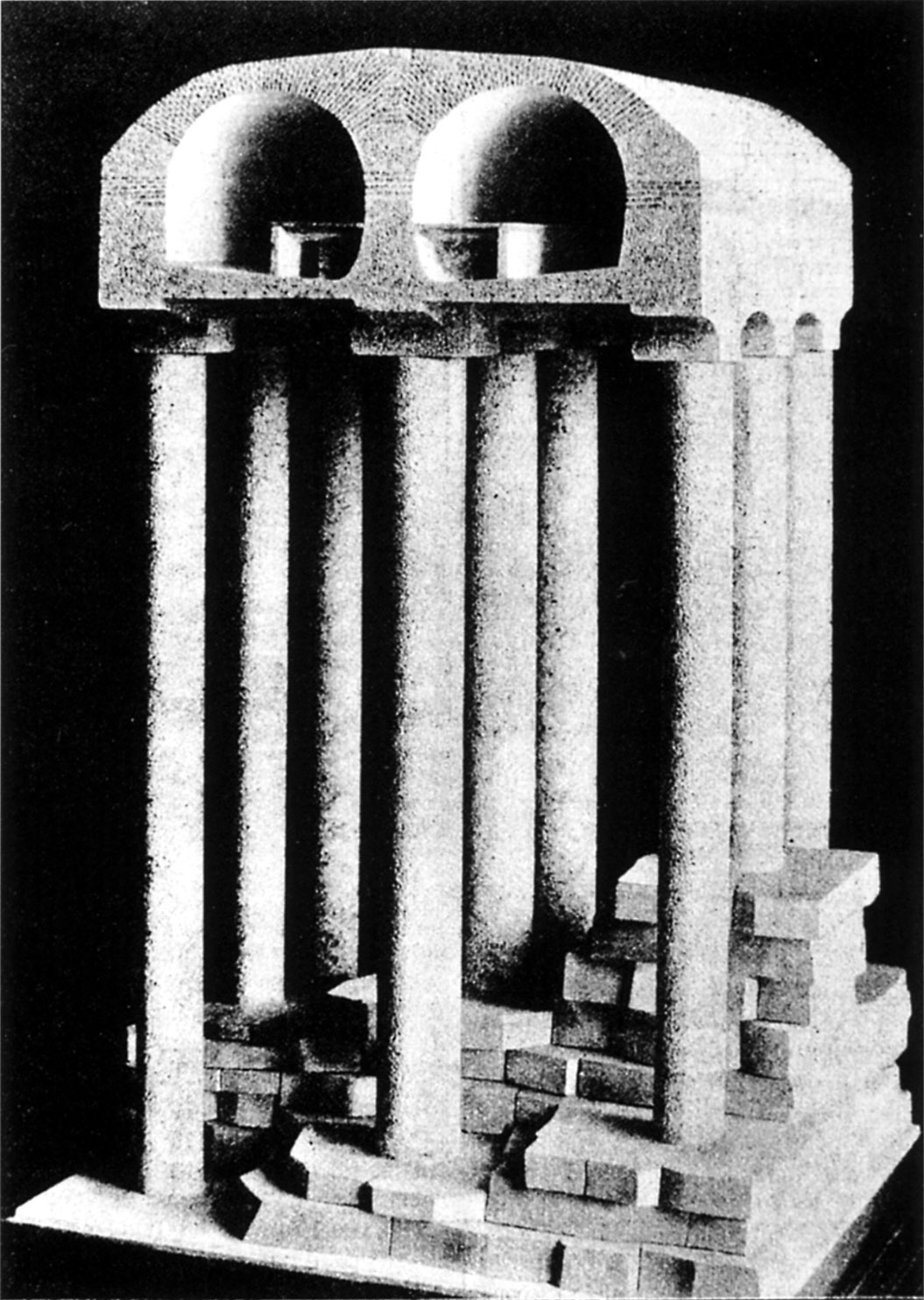
Il modellino del piano banchine e della cava di gesso